# Charles Charron
Charles Charron (1884 - ?) fou un ciclista francès que competí entre 1908 i 1914. El seu millor resultat fou un tercer lloc al Campionat de França en ruta de 1912.

## Palmarès

### Resultats al Tour de França
- 1913. Abandona
- 1914. 21è de la classificació general